# ديامان بو عبود
ديامان بو عبود هي ممثلة لبنانية تعمل في أوروبا والعالم العربي، وتحديدًا لبنان ومصر.

## النشأة والتعليم
درست ديامان بو عبود الدراما في قسم المسرح والسينما والتلفزيون بمعهد الفنون الجميلة في الجامعة اللبنانية.

## الحياة المهنية
بدأت ديامان بو عبود مسيرتها الفنية عام 2001 بعد أن شاركت في المسلسل التلفزيوني البحث عن صلاح الدين، ثم ظهرت في عدة أفلام ومسلسلات لبنانية منها فيلم دخان بلا نار للمخرج سمير حبشي ومسلسل الدراما العربي روبي بطولة أمير كرارة وسيرين عبد النور ومكسيم خليل وإخراج رامي حنا. وانضمت في عام 2013 إلى طاقم النجوم في فيلم محمود حجيج طالع نازل، حيث لعبت دور آنا، والتي فازت عنه بجائزة الموريكس دور.
برزت ديامان بو عبود على الصعيد الدولي بعد أن لعبت دور البطولة في فيلم زياد دويري قضية رقم 23، الذي عُرض في قسم المسابقات الرئيسية لمهرجان البندقية السينمائي الدولي الرابع والسبعين واختيرت كأفضل ممثلة لبنانية لأفضل فيلم بلغة أجنبية. وترشح الفيلم بعد ذلك لجائزة الأوسكار في حفل توزيع جوائز الأوسكار التسعين.
ولعبت دور البطولة في عام 2017 إلى جانب هيام عباس، في فيلم في سوريا للمخرج البلجيكي فيليب فان ليو.
وتألقت ديامان بو عبود في مسلسل عدن في عام 2019، وهو مسلسل أوروبي من إخراج المخرج الفرنسي دومينيك مول.
لعبت دور البطولة في مسلسل شهيد الناجح زا فيكسر (بالانجليزية The Fixer) في عام 2020  كما لعبت دور البطولة في أول فيلم عربي أصلي على نيتفليكس، المُستقى عن رائعة نجوم شباك التذاكر الإيطالي الذي حقق نجاحًا أصحاب ولا أعز  وفي عام 2022، لعبت دور البطولة إلى جانب الممثلتين المصريتين منة شلبي وإلهام شاهين في مسلسل شاهد الرمضاني، بطلوع الروح، من إخراج كاملة أبو ذكرى.

## الحياة الشخصية
تزوجت ديامان بو عبود من الفنان والممثل المصري هاني عادل.

## الأفلام
|  | تشير إلى الأفلام التي لم يتم إصدارها بعد. |

### أفلام
| سنة  | لقب            | دور        | مخرج             | ملاحظات                                                            |
| ---- | -------------- | ---------- | ---------------- | ------------------------------------------------------------------ |
| 2022 | أرزي           | أرزي       | ميرا شعيب        | (قيد الإنتاج)                                                      |
| 2022 | حبيبتي إليكترا | إلكترا     | هشام البزري      |                                                                    |
| 2022 | أصحاب ولا أعز  | جنى        | وسام سميرة       | نيتفليكس                                                           |
| 2017 | قضية رقم 23    | نادين      | زياد الدويري     | عرض لأول مرة في الدورة 74 من مهرجان البندقية السينمائي الدولي      |
| 2017 | في سوريا       | حليمة      | فيليب فان ليو    | تم عرضه للمرة الأولى في الدورة 67 من مهرجان برلين السينمائي الدولي |
| 2013 | طالع نازل      | آنا        | محمود حجيج       | عرض لأول مرة في مهرجان دبي السينمائي الدولي                        |
| 2013 | فارغ           |            | ماريا عبد الكريم | جائزة الفيلم اللبناني الأفضل. ممثلة في دور قيادي                   |
| 2011 | تنورة ماكسي    | لا دانسيوز | جو بو عيد        | عرض لأول مرة في مهرجان دبي السينمائي الدولي                        |
| 2010 | شتي يا دني     | نادية      | بهيج حجيج        | تم عرضه لأول مرة في مهرجان بروكسل السينمائي الدولي المستقل         |
| 2008 | دخان بلا نار   |            | سمير حبشي        |                                                                    |

### التلفزيون
| سنة  | لقب                 | دور   | مخرج                              | ملاحظات            |
| ---- | ------------------- | ----- | --------------------------------- | ------------------ |
| 2022 | بطلوع الروح         |       | كاملة أبو ذكرى                    | على شاهد           |
| 2021 | فقدان الذاكرة       |       | رودني حداد                        |                    |
| 2020 | ذا فيكسر            | سارة  | مارك عيد                          | على شاهد           |
| 2020 | بيروت 6:07          |       |                                   | على شاهد           |
| 2020 | النحات              |       | مجدي سميري                        |                    |
| 2019 | عدن                 | مريم  | دومينيك مول                       | الإنتاج الأوروبي   |
| 2018 | المتمردون           | حبيبة | محمود كامل                        |                    |
| 2015 | بريء ولكن...        | أمل   | شربل شديد وسمير حبشي              |                    |
| 2015 | ابنة شهبندر         | هند   | وائل أبو شعر وسيف الدين السبيعي   |                    |
| 2013 | زافي: موكب          |       | هاني خشفة                         |                    |
| 2012 | روبي                | شيرين | رامي حنا                          | بثت على ام بي سي 4 |
| 2001 | البحث عن صلاح الدين |       | نجدت اسماعيل انزور ومحمد زهير رجب |                    |

## الجوائز
حصلت ديامان بو عبود على جائزة أفضل ممثلة في حفل توزيع جوائز السينما اللبنانية بالإضافة إلى جائزة الموريكس الذهبية لأفضل ممثلة عن دورها في فيلم فارغ عام 2013.

## روابط خارجية
- ديامان بو عبود على موقع IMDb (الإنجليزية)
- ديامان بو عبود على موقع ألو سيني (الفرنسية)
- ديامان بو عبود على موقع قاعدة بيانات الفيلم (الإنجليزية)